# Санта Клара (Јута)
Санта Клара (енгл. Santa Clara) град је у америчкој савезној држави Јута.

## Демографија
По попису из 2010. године број становника је 6.003, што је 1.373 (29,7%) становника више него 2000. године.
| Група             | 2000.         | 2010.         |
| Белци             | 4.444 (96,0%) | 5.539 (92,3%) |
| Афроамериканци    | 7 (0,2%)      | 26 (0,4%)     |
| Азијати           | 13 (0,3%)     | 22 (0,4%)     |
| Хиспаноамериканци | 94 (2,0%)     | 293 (4,9%)    |
| Укупно            | 4.630         | 6.003         |